# Margetshöchheim (wspólnota administracyjna)
Wspólnota administracyjna Margetshöchheim – wspólnota administracyjna (niem. Verwaltungsgemeinschaft) w Niemczech, w kraju związkowym Bawaria, w rejencji Dolna Frankonia, w regionie Würzburg, w powiecie Würzburg. Siedziba wspólnoty znajduje się w miejscowości Margetshöchheim. Przewodniczącym jej jest Günter Stock.
Wspólnota administracyjna zrzesza dwie gminy wiejskie (Gemeinde): 
- Erlabrunn, 1 702 mieszkańców, 4,01 km²
- Margetshöchheim, 3 203 mieszkańców, 6,68 km²